# Södermanlands runinskrifter 271
Runinskrift Sö 271 är en sedan länge försvunnen runsten som stått utmed gamla landsvägen och strax intill Dammträsk på Täckeråkers ägor i Österhaninge socken, Haninge kommun på Södertörn. Stenen ristades av runristaren Amunde.

## Allmänt
Runstenen avbildades 1686 av Petrus Helgonius innan den försvann någon gång på 1700-talet och den har därefter blivit förgäves eftersökt. Den står omnämnd på en karta över allmänningen Hanveden från 1729 och uppges då vara gränssten mellan Täckeråker och Söderby gård.

## Inskriften
Translitterering av runraden:
[× halstain + raisti + stain + at + þialfa + faþur + sin + amuti + hiok +]
Normalisering till runsvenska:
Hallstæinn ræisti stæin at Þialfa, faður sinn. Amundi hiogg.
Översättning till nusvenska:
Hallsten reste stenen efter Tjälve, sin fader. Amunde högg.

## Ornamentiken
Enligt Petrus Helgonius teckning är motivet enkelt med en glosögd runorm vars svans och hals korsar varandra på två ställen i bildytans nedre mitt, ovanför är ett kristet, flätat kors. 